# 幸福之路
《幸福之路》（英語：The Conquest of Happiness）是英国哲学家伯特兰·罗素所写的一本关于生活哲理的小书。写于1930年。罗素在该书中讨论了各种常见的问题，如生存竞争、烦闷、嫉妒、疲劳等等，并阐述了自己认为可以避免的方式。

## 关于本书
罗素认为，现代人过度强调竞争，认为“成功只能成为造成幸福的一分子，倘使牺牲了一切其余的分子而去赢取这一分子，代价就太高了”。罗素提倡一种有节制的生活，“兴奋过度的生活是使人精疲力尽的生活，它需要不断加强的刺激来是你震动，到后来这震动竟被认为娱乐的主要部分......所以，忍受烦闷的能耐，对于幸福生活是必要的”。他认为嫉妒是完全不可取的，“一个智慧之士不会因为别人拥有别的东西，而对自己有的东西不感兴趣”。对于恐惧，也是完全不可取的，“恐惧是一种祸害，也因其使人偏于自我集中”。最后，罗素希望人们冲出“自我”的牢狱，做一个热情与兴味向外发展的自由的人，“幸福的人，生活是客观的，有着自由的情爱，广大的兴趣，因为这些兴趣与情爱而快乐，也因为它们使他成为许多别人的兴趣和情爱的对象而快乐”。

## 评论
美国时代周刊在该书出版当年有如下介绍：“罗素的这本书在某种意义上是现代的圣经，罗素是我们时代的圣人（一位科学家，一流的数学家），很少人能对其由清晰的逻辑推理而来的高道德标准提出异议，他的逻辑推理使得他理性的，完美的劝诫看起来简直就像是最简单的常识，但是似乎很少人能去实践它。不过至少，他的这种简单的观点可以作为人们对生活的迷惑的一副解药”。
此书的中文译者傅雷认为此书帮助人们在“现存的重负之下挣扎出一颗自由与健全的心灵”。
书的著者自己说道，其写成此书的目的在于"为当前的生活在现代文明国家当中的人们开出一剂治疗不幸的药方，这种不幸是我们常见得到的，日复一日的，没有明显的外界的原因却又似乎无法逃避的，也正因此，这种不幸越发让人觉得无法忍受。”

## 中文译本
该书有若干中文译本，通常认为翻译家傅雷的译本较为准确，也比较有文采。